# Liste des députés allemands de l'Empire allemand (9e législature)
Les députés de la neuvième législature du Reichstag sont les députés du Reichstag élus lors des élections législatives allemandes de 1893 pour la période 1893-1898.

## Liste des députés
| État                                      | District          | Circonscription | Élu                                      | Parti | Parti            |
| ----------------------------------------- | ----------------- | --- | ---------------------------------------- | ----- | ---------------- |
| Royaume de Prusse (Prusse-Orientale)      | Königsberg        | 01 (Memel-Heydekrug) | Heinrich Ancker                          |       | FVp              |
| Royaume de Prusse (Prusse-Orientale)      | Königsberg        | 02 (Labiau-Wehlau) | Werner von Gustedt-Lablacken             |       | DKP              |
| Royaume de Prusse (Prusse-Orientale)      | Königsberg        | 03 (Königsberg-Ville) | Carl Schultze                            |       | SPD              |
| Royaume de Prusse (Prusse-Orientale)      | Königsberg        | 04 (Fischhausen-Königsberg-Campagne) | August von Dönhoff                       |       | DKP              |
| Royaume de Prusse (Prusse-Orientale)      | Königsberg        | 05 (Heiligenbeil-Preußisch Eylau) | Louis von der Groeben                    |       | DKP              |
| Royaume de Prusse (Prusse-Orientale)      | Königsberg        | 06 (Braunsberg-Heilsberg) | Cölestin Krebs                           |       | ZEN              |
| Royaume de Prusse (Prusse-Orientale)      | Königsberg        | 07 (Preußisch Holland-Mohrungen) | Adolf zu Dohna-Schlodien                 |       | DKP              |
| Royaume de Prusse (Prusse-Orientale)      | Königsberg        | 08 (Osterode-Neidenburg) | Georg Stein von Kamienski                |       | DKP              |
| Royaume de Prusse (Prusse-Orientale)      | Königsberg        | 09 (Allenstein-Rößel) | Anton von Wolszlegier                    |       | Pole             |
| Royaume de Prusse (Prusse-Orientale)      | Königsberg        | 10 (Rastenburg-Friedland-Gerdauen) | Hermann Steppuhn                         |       | DKP              |
| Royaume de Prusse (Prusse-Orientale)      | Gumbinnen         | 01 (Tilsit-Niederung) | Hans von Reibnitz                        |       | FVp              |
| Royaume de Prusse (Prusse-Orientale)      | Gumbinnen         | 02 (Ragnit-Pillkallen) | Hans von Kanitz                          |       | DKP              |
| Royaume de Prusse (Prusse-Orientale)      | Gumbinnen         | 03 (Gumbinnen-Insterbourg) | Julius Mentz                             |       | DKP              |
| Royaume de Prusse (Prusse-Orientale)      | Gumbinnen         | 04 (Stallupönen-Goldap-Darkehmen) | Emil Victor von Sperber                  |       | DKP              |
| Royaume de Prusse (Prusse-Orientale)      | Gumbinnen         | 05 (Angerburg-Lötzen) | Ludwig von Staudy                        |       | DKP              |
| Royaume de Prusse (Prusse-Orientale)      | Gumbinnen         | 06 (Oletzko-Lyck-Johannisburg) | Otto Steinmann                           |       | DKP              |
| Royaume de Prusse (Prusse-Orientale)      | Gumbinnen         | 07 (Sensburg-Ortelsbourg) | Julius von Mirbach                       |       | DKP              |
| Royaume de Prusse (Prusse-Occidentale)    | Dantzig           | 01 (Marienbourg-Elbing) | Bernhard von Puttkamer                   |       | DKP              |
| Royaume de Prusse (Prusse-Occidentale)    | Dantzig           | 02 (Dantzig-Haut-Dantzig-Bas) | Paul Meyer                               |       | DRP              |
| Royaume de Prusse (Prusse-Occidentale)    | Dantzig           | 03 (Dantzig-Ville) | Heinrich Rickert                         |       | FVg              |
| Royaume de Prusse (Prusse-Occidentale)    | Dantzig           | 04 (Neustadt-Putzig-Karthaus) | Roman von Janta-Polczynski               |       | Pole             |
| Royaume de Prusse (Prusse-Occidentale)    | Dantzig           | 05 (Berent-Preußisch Stargard-Dirschau) | Michael von Kalkstein                    |       | Pole             |
| Royaume de Prusse (Prusse-Occidentale)    | Marienwerder      | 01 (Marienwerder-Stuhm) | Arthur von Buddenbrock                   |       | DKP              |
| Royaume de Prusse (Prusse-Occidentale)    | Marienwerder      | 02 (Rosenberg-Löbau-en-Prusse-Occidentale (de)) | Theophil Rzepnikowski                    |       | Pole             |
| Royaume de Prusse (Prusse-Occidentale)    | Marienwerder      | 03 (Graudenz-Strasbourg) | Wladyslaw Rozycki                        |       | Pole             |
| Royaume de Prusse (Prusse-Occidentale)    | Marienwerder      | 04 (Thorn-Kulm-Briesen) | Ludwig Mauritius von Slaski              |       | Pole             |
| Royaume de Prusse (Prusse-Occidentale)    | Marienwerder      | 05 (Schwetz) | Otto Holtz                               |       | DRP              |
| Royaume de Prusse (Prusse-Occidentale)    | Marienwerder      | 06 (Konitz-Tuchel) | Wladislaus von Wolszlegier               |       | Pole             |
| Royaume de Prusse (Prusse-Occidentale)    | Marienwerder      | 07 (Schlochau-Flatow) | Georg von Kanitz                         |       | DKP              |
| Royaume de Prusse (Prusse-Occidentale)    | Marienwerder      | 08 (Deutsch-Krone) | Karl von Gamp-Massaunen                  |       | DRP              |
| Royaume de Prusse (Berlin)                | Berlin            | 01 (Alt-Berlin-Cölln-Friedrichswerder-Dorotheenstadt-Friedrichstadt-Nord) | Paul Langerhans                          |       | FVp              |
| Royaume de Prusse (Berlin)                | Berlin            | 02 (Schöneberger Vorstadt-Friedrichsvorstadt-Tempelhofer Vorstadt-Friedrichstadt-Sud) | Richard Fischer                          |       | SPD              |
| Royaume de Prusse (Berlin)                | Berlin            | 03 (Luisenstadt-Neu-Cölln) | Ewald Vogtherr                           |       | SPD              |
| Royaume de Prusse (Berlin)                | Berlin            | 04 (Luisenstadt-Stralauer Vorstadt-Königsstadt-Est) | Paul Singer                              |       | SPD              |
| Royaume de Prusse (Berlin)                | Berlin            | 05 (Spandauer Vorstadt-Friedrich-Wilhelm-Stadt-Königsstadt-Ouest) | Robert Schmidt                           |       | SPD              |
| Royaume de Prusse (Berlin)                | Berlin            | 06 (Wedding-Gesundbrunnen-Moabit-Oranienburger Vorstadt-Rosenthaler Vorstadt) | Wilhelm Liebknecht                       |       | SPD              |
| Royaume de Prusse (Brandebourg)           | Potsdam           | 01 (Prignitz-de-l'Ouest) | Victor von Podbielski                    |       | DKP              |
| Royaume de Prusse (Brandebourg)           | Potsdam           | 02 (Prignitz-de-l'Est) | Sigismund von Dallwitz                   |       | DKP              |
| Royaume de Prusse (Brandebourg)           | Potsdam           | 03 (Ruppin-Templin) | Bernhard Bohm                            |       | FVp              |
| Royaume de Prusse (Brandebourg)           | Potsdam           | 04 (Prenzlau-Angermünde) | Ulrich von Winterfeldt                   |       | DKP              |
| Royaume de Prusse (Brandebourg)           | Potsdam           | 05 (Haut-Barnim) | Moritz Pauli                             |       | DRP              |
| Royaume de Prusse (Brandebourg)           | Potsdam           | 06 (Bas-Barnim-Lichtenberg) | Arthur Stadthagen                        |       | SPD              |
| Royaume de Prusse (Brandebourg)           | Potsdam           | 07 (Potsdam-Havelland-de-l'Est-Spandau) | Martin Schall                            |       | DKP              |
| Royaume de Prusse (Brandebourg)           | Potsdam           | 08 (Brandebourg-sur-la-Havel-Havelland-de-l'Ouest) | Hermann Wiesike                          |       | NLP              |
| Royaume de Prusse (Brandebourg)           | Potsdam           | 09 (Zauch-Belzig-Jüterbog-Luckenwalde) | Hermann Kropatscheck                     |       | DKP              |
| Royaume de Prusse (Brandebourg)           | Potsdam           | 10 (Teltow-Beeskow-Storkow-Charlottenbourg-Schöneberg-Neukölln-Wilmersdorf) | Fritz Zubeil                             |       | SPD              |
| Royaume de Prusse (Brandebourg)           | Francfort         | 01 (Arnswalde-Friedeberg) | Hermann Ahlwardt                         |       | Antisémite       |
| Royaume de Prusse (Brandebourg)           | Francfort         | 02 (Landsberg-sur-la-Warthe-Soldin) | Hugo Schroeder                           |       | FVg              |
| Royaume de Prusse (Brandebourg)           | Francfort         | 03 (Königsberg) | Albert von Levetzow                      |       | DKP              |
| Royaume de Prusse (Brandebourg)           | Francfort         | 04 (Francfort-sur-l'Oder-Lebus) | Gustav Haake                             |       | DRP              |
| Royaume de Prusse (Brandebourg)           | Francfort         | 05 (Sternberg-Est-Sternberg-Ouest) | Bernhard Bohtz                           |       | DKP              |
| Royaume de Prusse (Brandebourg)           | Francfort         | 06 (Züllichau-Schwiebus-Crossen-sur-l'Oder) | Otto Uhden                               |       | DKP              |
| Royaume de Prusse (Brandebourg)           | Francfort         | 07 (Guben-Lübben) | Heinrich zu Schoenaich-Carolath          |       | NLP              |
| Royaume de Prusse (Brandebourg)           | Francfort         | 08 (Sorau-Forst) | Berthold von Ploetz                      |       | DKP              |
| Royaume de Prusse (Brandebourg)           | Francfort         | 09 (Cottbus-Spremberg) | Ernst von Werdeck                        |       | DKP              |
| Royaume de Prusse (Brandebourg)           | Francfort         | 10 (Calau-Luckau) | Otto von Manteuffel                      |       | DKP              |
| Royaume de Prusse (Poméranie)             | Stettin           | 01 (Demmin-Anklam) | Hans von Schwerin-Löwitz                 |       | DKP              |
| Royaume de Prusse (Poméranie)             | Stettin           | 02 (Ueckermünde-Usedom-Wollin) | Max Gaulke                               |       | FVg              |
| Royaume de Prusse (Poméranie)             | Stettin           | 03 (Randow-Greifenhagen) | Alexander von der Osten                  |       | DKP              |
| Royaume de Prusse (Poméranie)             | Stettin           | 04 (Stettin) | Fritz Herbert                            |       | SPD              |
| Royaume de Prusse (Poméranie)             | Stettin           | 05 (Pyritz-Saatzig) | Hermann von Schöning                     |       | DKP              |
| Royaume de Prusse (Poméranie)             | Stettin           | 06 (Naugard-Regenwalde) | Hermann von Dewitz                       |       | DKP              |
| Royaume de Prusse (Poméranie)             | Stettin           | 07 (Greifenberg-Cammin) | Oskar von Normann                        |       | DKP              |
| Royaume de Prusse (Poméranie)             | Köslin            | 01 (Stolp-Lauenbourg) | Arthur Will                              |       | DKP              |
| Royaume de Prusse (Poméranie)             | Köslin            | 02 (Bütow-Rummelsburg-Schlawe) | Adolf von Massow                         |       | DKP              |
| Royaume de Prusse (Poméranie)             | Köslin            | 03 (Köslin-Colberg-Cörlin-Bublitz) | August von Gerlach                       |       | DKP              |
| Royaume de Prusse (Poméranie)             | Köslin            | 04 (Belgard-sur-la-Persante-Schivelbein-Dramburg) | Hugo von Kleist-Retzow                   |       | DKP              |
| Royaume de Prusse (Poméranie)             | Köslin            | 05 (Neustettin) | Hermann Ahlwardt                         |       | Antisémite       |
| Royaume de Prusse (Poméranie)             | Stralsund         | 01 (Rügen-Stralsund-Franzburg) | Friedrich Ernst von Langen               |       | DKP              |
| Royaume de Prusse (Poméranie)             | Stralsund         | 02 (Greifswald-Grimmen) | Friedrich von Loesewitz                  |       | DRP              |
| Royaume de Prusse (Posnanie)              | Posen             | 01 (Posen) | Stephan Cegielski                        |       | Pole             |
| Royaume de Prusse (Posnanie)              | Posen             | 02 (Samter-Birnbaum-Obornik-Schwerin-sur-la-Warthe) | Hektor von Kwilecki                      |       | Pole             |
| Royaume de Prusse (Posnanie)              | Posen             | 03 (Meseritz-Bomst) | Hans Wilhelm von Unruhe-Bomst            |       | DRP              |
| Royaume de Prusse (Posnanie)              | Posen             | 04 (Buk-Schmiegel-Kosten) | Idzizlaw Czartoryski                     |       | Pole             |
| Royaume de Prusse (Posnanie)              | Posen             | 05 (Gostyn-Rawitsch) | Adam Czartoryski                         |       | Pole             |
| Royaume de Prusse (Posnanie)              | Posen             | 06 (Fraustadt-Lissa) | Stanislaus von Chlapowski                |       | Pole             |
| Royaume de Prusse (Posnanie)              | Posen             | 07 (Schrimm-Schroda) | Karl Kubicki                             |       | Pole             |
| Royaume de Prusse (Posnanie)              | Posen             | 08 (Wreschen-Pleschen-Jarotschin) | Sigismund von Dziembowski-Pomian         |       | Pole             |
| Royaume de Prusse (Posnanie)              | Posen             | 09 (Krotoschin-Koschmin) | Ludwig von Jazdzewski                    |       | Pole             |
| Royaume de Prusse (Posnanie)              | Posen             | 10 (Adelnau-Schildberg-Ostrowo-Kempen-en-Posnanie) | Ferdinand von Radziwill                  |       | Pole             |
| Royaume de Prusse (Posnanie)              | Bromberg          | 01 (Czarnikau-Filehne-Colmar-en-Posnanie) | Axel von Colmar-Meyenburg                |       | DKP              |
| Royaume de Prusse (Posnanie)              | Bromberg          | 02 (Wirsitz-Schubin-Znin) | Julius Ritter                            |       | DRP              |
| Royaume de Prusse (Posnanie)              | Bromberg          | 03 (Bromberg) | Leon von Czarlinski                      |       | Pole             |
| Royaume de Prusse (Posnanie)              | Bromberg          | 04 (Hohensalza-Mogilno-Strelno) | Józef von Kościelski                     |       | Pole             |
| Royaume de Prusse (Posnanie)              | Bromberg          | 05 (Gnesen-Wongrowitz-Witkowo) | Roman von Komierowski                    |       | Pole             |
| Royaume de Prusse (Silésie)               | Breslau           | 01 (Guhrau-Steinau-Wohlau) | Friedrich von Carmer-Osten               |       | DKP              |
| Royaume de Prusse (Silésie)               | Breslau           | 02 (Militsch-Trebnitz) | Heinrich von Salisch                     |       | DKP              |
| Royaume de Prusse (Silésie)               | Breslau           | 03 (Groß Wartenberg-Œls) | Wilhelm von Kardorff                     |       | DRP              |
| Royaume de Prusse (Silésie)               | Breslau           | 04 (Namslau-Brieg) | Johann Georg von Saurma-Jeltsch          |       | DKP              |
| Royaume de Prusse (Silésie)               | Breslau           | 05 (Ohlau-Strehlen-Nimptsch) | Robert Rother                            |       | DKP              |
| Royaume de Prusse (Silésie)               | Breslau           | 06 (Breslau-Est) | Franz Tutzauer                           |       | SPD              |
| Royaume de Prusse (Silésie)               | Breslau           | 07 (Breslau-Ouest) | Bruno Schönlank                          |       | SPD              |
| Royaume de Prusse (Silésie)               | Breslau           | 08 (Neumarkt-Breslau-Campagne) | Friedrich zu Limburg Stirum              |       | DKP              |
| Royaume de Prusse (Silésie)               | Breslau           | 09 (Striegau-Schweidnitz) | Emil Göllner                             |       | FVp              |
| Royaume de Prusse (Silésie)               | Breslau           | 10 (Waldenburg) | Heinrich Möller                          |       | SPD              |
| Royaume de Prusse (Silésie)               | Breslau           | 11 (Reichenbach-Neurode) | August Kühn                              |       | SPD              |
| Royaume de Prusse (Silésie)               | Breslau           | 12 (Glatz-Habelschwerdt) | Franz Hartmann                           |       | ZEN              |
| Royaume de Prusse (Silésie)               | Breslau           | 13 (Frankenstein-Münsterberg) | Bernhard Nadbyl                          |       | ZEN              |
| Royaume de Prusse (Silésie)               | Oppeln            | 01 (Kreuzburg-Rosenberg-en-Haute-Silésie) | Christian-Kraft de Hohenlohe-Öhringen    |       | DKP              |
| Royaume de Prusse (Silésie)               | Oppeln            | 02 (Oppeln) | Joseph Wolny                             |       | ZEN              |
| Royaume de Prusse (Silésie)               | Oppeln            | 03 (Groß Strehlitz-Cosel) | Bernhard Karl Stephan                    |       | ZEN              |
| Royaume de Prusse (Silésie)               | Oppeln            | 04 (Lublinitz-Tost-Gleiwitz) | Carl Metzner                             |       | ZEN              |
| Royaume de Prusse (Silésie)               | Oppeln            | 05 (Beuthen-Tarnowitz) | Julius Szmula                            |       | ZEN              |
| Royaume de Prusse (Silésie)               | Oppeln            | 06 (Kattowitz-Zabrze) | Paul Letocha                             |       | ZEN              |
| Royaume de Prusse (Silésie)               | Oppeln            | 07 (Pless-Rybnik) | Thaddäus Conrad                          |       | ZEN              |
| Royaume de Prusse (Silésie)               | Oppeln            | 08 (Ratibor) | Wilhelm Frank                            |       | ZEN              |
| Royaume de Prusse (Silésie)               | Oppeln            | 09 (Leobschütz) | Florian Klose                            |       | ZEN              |
| Royaume de Prusse (Silésie)               | Oppeln            | 10 (Neustadt-en-Haute-Silésie) | Joseph Cytronowski                       |       | ZEN              |
| Royaume de Prusse (Silésie)               | Oppeln            | 11 (Falkenberg-en-Haute-Silésie-Grottkau) | Alfred Hubrich                           |       | ZEN              |
| Royaume de Prusse (Silésie)               | Oppeln            | 12 (Neisse) | Albert Horn                              |       | ZEN              |
| Royaume de Prusse (Silésie)               | Liegnitz          | 01 (Grünberg-Freystadt) | August Munckel                           |       | FVp              |
| Royaume de Prusse (Silésie)               | Liegnitz          | 02 (Sagan-Sprottau) | Hermann Müller-Sagan                     |       | FVp              |
| Royaume de Prusse (Silésie)               | Liegnitz          | 03 (Glogau) | August Maager                            |       | FVg              |
| Royaume de Prusse (Silésie)               | Liegnitz          | 04 (Lüben-Bunzlau) | Philipp Schmieder                        |       | FVp              |
| Royaume de Prusse (Silésie)               | Liegnitz          | 05 (Löwenberg) | Hans Dietrich von Holleuffer             |       | DKP              |
| Royaume de Prusse (Silésie)               | Liegnitz          | 06 (Liegnitz-Goldberg-Haynau) | Gustav Kauffmann                         |       | FVp              |
| Royaume de Prusse (Silésie)               | Liegnitz          | 07 (Landeshut-Jauer-Bolkenhain) | Otto Hermes                              |       | FVp              |
| Royaume de Prusse (Silésie)               | Liegnitz          | 08 (Schönau-Hirschberg) | Theodor Barth                            |       | FVg              |
| Royaume de Prusse (Silésie)               | Liegnitz          | 09 (Görlitz-Lauban) | Erwin Lüders                             |       | FVp              |
| Royaume de Prusse (Silésie)               | Liegnitz          | 10 (Rothenburg-Hoyerswerda) | Traugott Hermann von Arnim-Muskau        |       | DRP              |
| Royaume de Prusse (Saxe)                  | Magdebourg        | 01 (Salzwedel-Gardelegen) | Albert Schultz                           |       | DRP              |
| Royaume de Prusse (Saxe)                  | Magdebourg        | 02 (Stendal-Osterburg) | Hermann von Jagow                        |       | DKP              |
| Royaume de Prusse (Saxe)                  | Magdebourg        | 03 (Jerichow I-Jerichow II) | Herbert von Bismarck                     |       | DRP              |
| Royaume de Prusse (Saxe)                  | Magdebourg        | 04 (Magdebourg) | Wilhelm Klees                            |       | SPD              |
| Royaume de Prusse (Saxe)                  | Magdebourg        | 05 (Neuhaldensleben-Wolmirstedt) | Jacob Hosang                             |       | NLP              |
| Royaume de Prusse (Saxe)                  | Magdebourg        | 06 (Wanzleben) | Robert von Benda                         |       | NLP              |
| Royaume de Prusse (Saxe)                  | Magdebourg        | 07 (Aschersleben-Quedlinbourg-Calbe-sur-la-Saale) | Georg Placke                             |       | NLP              |
| Royaume de Prusse (Saxe)                  | Magdebourg        | 08 (Halberstadt-Oschersleben-Wernigerode) | Hans Rimpau                              |       | NLP              |
| Royaume de Prusse (Saxe)                  | Mersebourg        | 01 (Liebenwerda-Torgau) | Ernst Stephann                           |       | DRP              |
| Royaume de Prusse (Saxe)                  | Mersebourg        | 02 (Schweinitz-Wittemberg) | Karl von Leipziger                       |       | DKP              |
| Royaume de Prusse (Saxe)                  | Mersebourg        | 03 (Bitterfeld-Delitzsch) | Louis Bauermeister                       |       | DRP              |
| Royaume de Prusse (Saxe)                  | Mersebourg        | 04 (Halle-sur-Saale-la Saale) | Alexander Meyer                          |       | FVg              |
| Royaume de Prusse (Saxe)                  | Mersebourg        | 05 (Mansfeld-Lac-Mansfeld-Montagne) | Ernst Leuschner                          |       | DRP              |
| Royaume de Prusse (Saxe)                  | Mersebourg        | 06 (Sangerhausen-Eckartsberga) | Karl Scherre                             |       | DRP              |
| Royaume de Prusse (Saxe)                  | Mersebourg        | 07 (Querfurt-Mersebourg) | Franz Carl Ritter                        |       | FVp              |
| Royaume de Prusse (Saxe)                  | Mersebourg        | 08 (Naumbourg-Weißenfels-Zeitz) | Julius Günther                           |       | NLP              |
| Royaume de Prusse (Saxe)                  | Erfurt            | 01 (Comté d'Hohenstein) | Fritz Schneider                          |       | FVp              |
| Royaume de Prusse (Saxe)                  | Erfurt            | 02 (Heiligenstadt-Worbis) | Josef von Strombeck                      |       | ZEN              |
| Royaume de Prusse (Saxe)                  | Erfurt            | 03 (Muhlouse-Langensalza-Weißensee) | Eduard Klemm                             |       | DRP              |
| Royaume de Prusse (Saxe)                  | Erfurt            | 04 (Erfurt-Schleusingen-Ziegenrück) | Johannes Jacobskötter                    |       | DKP              |
| Royaume de Prusse (Schleswig-Holstein)    |                   | 01 (Hadersleben-Sonderburg) | Gustav Johannsen                         |       | Däne             |
| Royaume de Prusse (Schleswig-Holstein)    |                   | 02 (Apenrade-Flensbourg) | Michael Jebsen                           |       | NLP              |
| Royaume de Prusse (Schleswig-Holstein)    |                   | 03 (Schleswig-Eckernförde) | Asmus Lorenzen                           |       | FVg              |
| Royaume de Prusse (Schleswig-Holstein)    |                   | 04 (Tondern-Husum-Eiderstedt) | Theodor Feddersen                        |       | NLP              |
| Royaume de Prusse (Schleswig-Holstein)    |                   | 05 (Dithmarse-du-Nord-Dithmarse-du-Sud-Steinburg) | Gustav Thomsen                           |       | FVg              |
| Royaume de Prusse (Schleswig-Holstein)    |                   | 06 (Pinneberg-Segeberg) | Otto von Moltke                          |       | DRP              |
| Royaume de Prusse (Schleswig-Holstein)    |                   | 07 (Kiel-Rendsburg) | Carl Legien                              |       | SPD              |
| Royaume de Prusse (Schleswig-Holstein)    |                   | 08 (Altona-Stormarn) | Karl Frohme                              |       | SPD              |
| Royaume de Prusse (Schleswig-Holstein)    |                   | 09 (Oldenbourg-en-Holstein-Plön) | Conrad von Holstein                      |       | DKP              |
| Royaume de Prusse (Schleswig-Holstein)    |                   | 10 (Duché de Lauenbourg) | Andreas von Bernstorff                   |       | DRP              |
| Royaume de Prusse (Hanovre)               |                   | 01 (Emden-Norden-Weener) | Edzard zu Innhausen und Knyphausen       |       | DKP              |
| Royaume de Prusse (Hanovre)               |                   | 02 (Aurich-Wittmund-Leer) | Ernst Kruse                              |       | NLP              |
| Royaume de Prusse (Hanovre)               |                   | 03 (Meppen-Lingen-Bentheim-Aschendorf-Hümmling) | Carl Brandenburg                         |       | ZEN              |
| Royaume de Prusse (Hanovre)               |                   | 04 (Osnabrück-Bersenbrück-Iburg) | Hermann Wamhoff                          |       | NLP              |
| Royaume de Prusse (Hanovre)               |                   | 05 (Melle-Diepholz-Wittlage-Sulingen-Stolzenau) | Werner von Arnswaldt                     |       | DHP              |
| Royaume de Prusse (Hanovre)               |                   | 06 (Syke-Verden-Hoya-Achim) | Hermann von Arnswaldt                    |       | DHP              |
| Royaume de Prusse (Hanovre)               |                   | 07 (Nienburg-Neustadt am Rübenberge-Fallingbostel) | Georg von der Decken                     |       | DHP              |
| Royaume de Prusse (Hanovre)               |                   | 08 (Hanovre) | Heinrich Meister                         |       | SPD              |
| Royaume de Prusse (Hanovre)               |                   | 09 (Hamelin-Linden-Springe) | Heinrich Hische                          |       | NLP              |
| Royaume de Prusse (Hanovre)               |                   | 10 (Hildesheim-Marienburg-Alfeld-sur-la-Leine-Gronau) | Hermann von Hodenberg                    |       | DHP              |
| Royaume de Prusse (Hanovre)               |                   | 11 (Einbeck-Northeim-Osterode am Harz-Uslar) | Fritz Jorns                              |       | NLP              |
| Royaume de Prusse (Hanovre)               |                   | 12 (Göttingen-Duderstadt-Münden) | Karl Götz von Olenhusen                  |       | DHP              |
| Royaume de Prusse (Hanovre)               |                   | 13 (Goslar-Zellerfeld-Ilfeld) | Ernst Engels                             |       | DRP              |
| Royaume de Prusse (Hanovre)               |                   | 14 (Gifhorn-Celle-Peine-Burgdorf) | Gustav Rothbarth                         |       | NLP              |
| Royaume de Prusse (Hanovre)               |                   | 15 (Lüchow-Uelzen-Dannenberg-Bleckede-Isenhagen) | Berthold von Bernstorff                  |       | DHP              |
| Royaume de Prusse (Hanovre)               |                   | 16 (Lunebourg-Soltau-Winsen) | Adolf von Wangenheim-Wake                |       | DHP              |
| Royaume de Prusse (Hanovre)               |                   | 17 (Harbourg-Rotenbourg-en-Hanovre-Zeven) | Wilhelm Müller                           |       | DRP              |
| Royaume de Prusse (Hanovre)               |                   | 18 (Stade-Geestemünde-Bremervörde-Osterholz-Blumenthal) | Rudolf von Bennigsen                     |       | NLP              |
| Royaume de Prusse (Hanovre)               |                   | 19 (Neuhaus-sur-l'Oste-Hadeln-Lehe-Kehdingen-Jork) | Diederich Hahn                           |       | NLP              |
| Royaume de Prusse (Westphalie)            | Münster           | 01 (Tecklembourg-Steinfurt-Ahaus) | Carl Timmerman                           |       | ZEN              |
| Royaume de Prusse (Westphalie)            | Münster           | 02 (Münster-Coesfeld) | Clemens Heereman von Zuydwyck            |       | ZEN              |
| Royaume de Prusse (Westphalie)            | Münster           | 03 (Borken-Recklinghausen) | Jakob Euler                              |       | ZEN              |
| Royaume de Prusse (Westphalie)            | Münster           | 04 (Lüdinghausen-Beckum-Warendorf) | Heinrich Wattendorf                      |       | ZEN              |
| Royaume de Prusse (Westphalie)            | Minden            | 01 (Minden-Lübbecke) | Waldemar von Roon                        |       | DKP              |
| Royaume de Prusse (Westphalie)            | Minden            | 02 (Herford-Halle-en-Westphalie) | Wilhelm Joachim von Hammerstein          |       | DKP              |
| Royaume de Prusse (Westphalie)            | Minden            | 03 (Bielefeld-Wiedenbrück) | Heinrich Humann                          |       | ZEN              |
| Royaume de Prusse (Westphalie)            | Minden            | 04 (Paderborn-Büren) | Heinrich Hesse                           |       | ZEN              |
| Royaume de Prusse (Westphalie)            | Minden            | 05 (Höxter-Warburg) | Otto Schmidt                             |       | ZEN              |
| Royaume de Prusse (Westphalie)            | Arnsberg          | 01 (Wittgenstein-Siegen-Biedenkopf) | Heinrich Adolf Dresler                   |       | NLP              |
| Royaume de Prusse (Westphalie)            | Arnsberg          | 02 (Olpe-Arnsberg-Meschede) | Johannes Fusangel                        |       | ZEN              |
| Royaume de Prusse (Westphalie)            | Arnsberg          | 03 (Altena-Iserlohn-Lüdenscheid) | Julius Lenzmann                          |       | FVp              |
| Royaume de Prusse (Westphalie)            | Arnsberg          | 04 (Hagen-Schwelm-Witten) | Eugen Richter                            |       | FVp              |
| Royaume de Prusse (Westphalie)            | Arnsberg          | 05 (Bochum-Gelsenkirchen-Hattingen-Herne) | Eduard Fuchs                             |       | ZEN              |
| Royaume de Prusse (Westphalie)            | Arnsberg          | 06 (Dortmund-Hörde) | Theodor Möller                           |       | NLP              |
| Royaume de Prusse (Westphalie)            | Arnsberg          | 07 (Hamm-Soest) | Heinrich Schulze-Steinen                 |       | NLP              |
| Royaume de Prusse (Westphalie)            | Arnsberg          | 08 (Lippstadt-Brilon) | Wilhelm Schwarze                         |       | ZEN              |
| Royaume de Prusse (Hesse-Nassau)          | Wiesbaden         | 01 (Haut-Taunus-Höchst-Usingen) | Friedrich Brühne                         |       | SPD              |
| Royaume de Prusse (Hesse-Nassau)          | Wiesbaden         | 02 (Wiesbaden-Rheingau-Bas-Taunus) | Rudolph Koepp                            |       | FVg              |
| Royaume de Prusse (Hesse-Nassau)          | Wiesbaden         | 03 (Saint-Goarshausen-Bas-Westerwald) | Ernst Lieber                             |       | ZEN              |
| Royaume de Prusse (Hesse-Nassau)          | Wiesbaden         | 04 (Limbourg-Haute-Lahn-Basse-Lahn) | Philipp Fink                             |       | NLP              |
| Royaume de Prusse (Hesse-Nassau)          | Wiesbaden         | 05 (Dill-Haut-Westerwald) | Heinrich Hofmann                         |       | NLP              |
| Royaume de Prusse (Hesse-Nassau)          | Wiesbaden         | 06 (Francfort-sur-le-Main) | Wilhelm Schmidt                          |       | SPD              |
| Royaume de Prusse (Hesse-Nassau)          | Cassel            | 01 (Comté de Schaumbourg-Hofgeismar-Wolfhagen) | Adolf König                              |       | Antisémite (Ref) |
| Royaume de Prusse (Hesse-Nassau)          | Cassel            | 02 (Cassel-Melsungen) | Gustav Hüpeden                           |       | DKP              |
| Royaume de Prusse (Hesse-Nassau)          | Cassel            | 03 (Fritzlar-Homberg-Ziegenhain) | Max Liebermann von Sonnenberg            |       | Antisémite (DSP) |
| Royaume de Prusse (Hesse-Nassau)          | Cassel            | 04 (Eschwege-Seigneurie de Schmalkalden-Witzenhausen) | Hans Leuß                                |       | Antisémite (DSP) |
| Royaume de Prusse (Hesse-Nassau)          | Cassel            | 05 (Marbourg-Frankenberg-Kirchhain) | Otto Böckel                              |       | Antisémite (DSP) |
| Royaume de Prusse (Hesse-Nassau)          | Cassel            | 06 (Hersfeld-Rotenburg-sur-la-Fulda-Hünfeld) | Ludwig Werner                            |       | Antisémite (Ref) |
| Royaume de Prusse (Hesse-Nassau)          | Cassel            | 07 (Fulda-Schlüchtern-Gersfeld) | Richard Müller                           |       | ZEN              |
| Royaume de Prusse (Hesse-Nassau)          | Cassel            | 08 (Hanau-Gelnhausen) | Wilhelm Stroh                            |       | DKP              |
| Royaume de Prusse (Rhénanie)              | Cologne           | 01 (Cologne-Ville) | Adolf Greiß                              |       | ZEN              |
| Royaume de Prusse (Rhénanie)              | Cologne           | 02 (Cologne-Campagne) | Theodor Pingen                           |       | ZEN              |
| Royaume de Prusse (Rhénanie)              | Cologne           | 03 (Bergheim-sur-l'Erft-Euskirchen) | Wilhelm Rudolphi                         |       | ZEN              |
| Royaume de Prusse (Rhénanie)              | Cologne           | 04 (Rheinbach-Bonn) | Peter Spahn                              |       | ZEN              |
| Royaume de Prusse (Rhénanie)              | Cologne           | 05 (Sieg-Waldbröl) | Joseph Lingens                           |       | ZEN              |
| Royaume de Prusse (Rhénanie)              | Cologne           | 06 (Mülheim-sur-le-Rhin-Gummersbach-Wipperfürth) | Hermann de Witt                          |       | ZEN              |
| Royaume de Prusse (Rhénanie)              | Düsseldorf        | 01 (Remscheid-Lennep-Mettmann) | Carl Meist                               |       | SPD              |
| Royaume de Prusse (Rhénanie)              | Düsseldorf        | 02 (Elberfeld-Barmen) | Friedrich Harm                           |       | SPD              |
| Royaume de Prusse (Rhénanie)              | Düsseldorf        | 03 (Solingen) | Georg Schumacher                         |       | SPD              |
| Royaume de Prusse (Rhénanie)              | Düsseldorf        | 04 (Düsseldorf) | Karl Wenders                             |       | ZEN              |
| Royaume de Prusse (Rhénanie)              | Düsseldorf        | 05 (Essen-Ville) | Friedrich Alfred Krupp                   |       | DRP              |
| Royaume de Prusse (Rhénanie)              | Düsseldorf        | 06 (Duisbourg-Mülheim-Ruhrort-Oberhausen) | Friedrich Hammacher                      |       | NLP              |
| Royaume de Prusse (Rhénanie)              | Düsseldorf        | 07 (Moers-Rees) | Alfred Gescher                           |       | DKP              |
| Royaume de Prusse (Rhénanie)              | Düsseldorf        | 08 (Clèves-Gueldre) | Eduard Marcour                           |       | ZEN              |
| Royaume de Prusse (Rhénanie)              | Düsseldorf        | 09 (Kempen) | Aloys Fritzen                            |       | ZEN              |
| Royaume de Prusse (Rhénanie)              | Düsseldorf        | 10 (Gladbach) | Friedrich von Kehler                     |       | ZEN              |
| Royaume de Prusse (Rhénanie)              | Düsseldorf        | 11 (Krefeld) | Karl Bachem                              |       | ZEN              |
| Royaume de Prusse (Rhénanie)              | Düsseldorf        | 12 (Neuss-Grevenbroich) | Franz Weidenfeld                         |       | ZEN              |
| Royaume de Prusse (Rhénanie)              | Coblence          | 01 (Wetzlar-Altenkirchen) | Heinrich Kraemer                         |       | NLP              |
| Royaume de Prusse (Rhénanie)              | Coblence          | 02 (Neuwied) | Hermann Joseph Bender                    |       | ZEN              |
| Royaume de Prusse (Rhénanie)              | Coblence          | 03 (Coblence-Saint-Goar) | Georg Wellstein                          |       | ZEN              |
| Royaume de Prusse (Rhénanie)              | Coblence          | 04 (Kreuznach-Simmern) | Ludwig von Cuny                          |       | NLP              |
| Royaume de Prusse (Rhénanie)              | Coblence          | 05 (Mayen-Ahrweiler) | Romanus Braubach                         |       | ZEN              |
| Royaume de Prusse (Rhénanie)              | Coblence          | 06 (Adenau-Cochem-Zell) | Andreas von Grand-Ry                     |       | ZEN              |
| Royaume de Prusse (Rhénanie)              | Trèves            | 01 (Daun-Bitburg-Prüm) | Wilhelm Broekmann                        |       | ZEN              |
| Royaume de Prusse (Rhénanie)              | Trèves            | 02 (Wittlich-Bernkastel) | Christian Dieden                         |       | ZEN              |
| Royaume de Prusse (Rhénanie)              | Trèves            | 03 (Trèves) | Victor Rintelen                          |       | ZEN              |
| Royaume de Prusse (Rhénanie)              | Trèves            | 04 (Sarrelouis-Merzig-Sarrebourg) | Hermann Roeren                           |       | ZEN              |
| Royaume de Prusse (Rhénanie)              | Trèves            | 05 (Sarrebruck) | Heinrich Boltz                           |       | NLP              |
| Royaume de Prusse (Rhénanie)              | Trèves            | 06 (Ottweiler-Saint-Wendel-Meisenheim) | Carl Ferdinand von Stumm-Halberg         |       | DRP              |
| Royaume de Prusse (Rhénanie)              | Aix-la-Chapelle   | 01 (Schleiden-Malmedy-Montjoie) | Franz von Arenberg                       |       | ZEN              |
| Royaume de Prusse (Rhénanie)              | Aix-la-Chapelle   | 02 (Eupen-Aix-la-Chapelle-Campagne) | Adam Bock                                |       | ZEN              |
| Royaume de Prusse (Rhénanie)              | Aix-la-Chapelle   | 03 (Aix-la-Chapelle-Ville) | Theodor Mooren                           |       | ZEN              |
| Royaume de Prusse (Rhénanie)              | Aix-la-Chapelle   | 04 (Düren-Juliers) | Alfred von Hompesch                      |       | ZEN              |
| Royaume de Prusse (Rhénanie)              | Aix-la-Chapelle   | 05 (Geilenkirchen-Heinsberg-Erkelenz) | Franz Hitze                              |       | ZEN              |
| Royaume de Prusse (Hohenzollern)          | Sigmaringen       | 01 (Sigmaringen-Hechingen) | Lambert Bumiller                         |       | ZEN              |
| Royaume de Bavière                        | Haute-Bavière     | 01 (Munich I (Altstadt-Lehel-Maxvorstadt) | Georg Birk                               |       | SPD              |
| Royaume de Bavière                        | Haute-Bavière     | 02 (Munich II (Isarvorstadt-Ludwigsvorstadt-Au-Haidhausen-Giesing) -Munich-Campagne-Starnberg-Wolfratshausen | Georg von Vollmar                        |       | SPD              |
| Royaume de Bavière                        | Haute-Bavière     | 03 (Aichach-Friedberg-Dachau-Schrobenhausen) | Jakob Bäurle                             |       | ZEN              |
| Royaume de Bavière                        | Haute-Bavière     | 04 (Ingolstadt-Freising-Pfaffenhofen) | Josef Aichbichler                        |       | ZEN              |
| Royaume de Bavière                        | Haute-Bavière     | 05 (Wasserburg-Erding-Mühldorf) | Christian Harl                           |       | ZEN              |
| Royaume de Bavière                        | Haute-Bavière     | 06 (Weilheim-Werdenfels-Bruck-Landsberg-Schongau) | Franz Weber                              |       | ZEN              |
| Royaume de Bavière                        | Haute-Bavière     | 07 (Rosenheim-Ebersberg-Miesbach-Tölz) | Joseph Steininger                        |       | ZEN              |
| Royaume de Bavière                        | Haute-Bavière     | 08 (Traunstein-Laufen-Berchtesgaden-Altötting) | Anton Lehemeir                           |       | ZEN              |
| Royaume de Bavière                        | Basse-Bavière     | 01 (Landshut-Dingolfing-Vilsbiburg) | Michael Mayer                            |       | ZEN              |
| Royaume de Bavière                        | Basse-Bavière     | 02 (Straubing-Bogen-Landau-Vilshofen) | Josef Bruckmaier                         |       | BB               |
| Royaume de Bavière                        | Basse-Bavière     | 03 (Passau-Wegscheid-Wolfstein-Grafenau) | Franz Seraph Pichler                     |       | ZEN              |
| Royaume de Bavière                        | Basse-Bavière     | 04 (Pfarrkirchen-Eggenfelden-Griesbach) | Benedikt Bachmeier                       |       | BB               |
| Royaume de Bavière                        | Basse-Bavière     | 05 (Deggendorf-Regen-Viechtach-Kötzting) | Franz Xaver Leonhard                     |       | ZEN              |
| Royaume de Bavière                        | Basse-Bavière     | 06 (Kelheim-Regen-Rottenburg-Mallersdorf) | Johann Baptist Sigl                      |       | BB               |
| Royaume de Bavière                        | Palatinat         | 01 (Spire-Ludwigshafen-Frankenthal) | Carl Clemm                               |       | NLP              |
| Royaume de Bavière                        | Palatinat         | 02 (Landau-Neustadt-en-Haardt) | Albert Bürklin                           |       | NLP              |
| Royaume de Bavière                        | Palatinat         | 03 (Germersheim-Bergzabern) | Theodor Brünings                         |       | NLP              |
| Royaume de Bavière                        | Palatinat         | 04 (Deux-Ponts-Pirmasens) | Eduard Adt                               |       | NLP              |
| Royaume de Bavière                        | Palatinat         | 05 (Hombourg-Kusel) | Heinrich von Marquardsen                 |       | NLP              |
| Royaume de Bavière                        | Palatinat         | 06 (Kaiserslautern-Kirchheimbolanden) | Ulrich Brunck                            |       | NLP              |
| Royaume de Bavière                        | Haut-Palatinat    | 01 (Ratisbonne-Burglengenfeld-Stadtamhof) | Karl Ritter von Lama                     |       | ZEN              |
| Royaume de Bavière                        | Haut-Palatinat    | 02 (Amberg-Nabburg-Sulzbach-Eschenbach) | Franz Xaver Lerno                        |       | ZEN              |
| Royaume de Bavière                        | Haut-Palatinat    | 03 (Neumarkt-Velburg-Hemau) | Johann Lerzer                            |       | ZEN              |
| Royaume de Bavière                        | Haut-Palatinat    | 04 (Neunburg-Waldmünchen-Cham-Roding) | Josef Witzlsperger                       |       | ZEN              |
| Royaume de Bavière                        | Haut-Palatinat    | 05 (Neustadt-sur-la-Waldnaab-Vohenstrauß-Tirschenreuth) | Johann Lehner                            |       | ZEN              |
| Royaume de Bavière                        | Haute-Franconie   | 01 (Hof-Naila-Rehau-Münchberg) | Walther Münch-Ferber                     |       | NLP              |
| Royaume de Bavière                        | Haute-Franconie   | 02 (Bayreuth-Wunsiedel-Berneck) | Julius Bayerlein                         |       | NLP              |
| Royaume de Bavière                        | Haute-Franconie   | 03 (Forchheim-Kulmbach-Pegnitz-Ebermannstadt) | Friedrich Pezold                         |       | ZEN              |
| Royaume de Bavière                        | Haute-Franconie   | 04 (Kronach-Staffelstein-Lichtenfels-Stadtsteinach-Teuschnitz) | Johann Stöcker                           |       | ZEN              |
| Royaume de Bavière                        | Haute-Franconie   | 05 (Bamberg-Höchstadt) | Johannes Wenzel                          |       | ZEN              |
| Royaume de Bavière                        | Moyenne-Franconie | 01 (Nuremberg) | Karl Grillenberger                       |       | SPD              |
| Royaume de Bavière                        | Moyenne-Franconie | 02 (Erlangen-Fürth-Hersbruck) | Konrad Eduard Weiß                       |       | FVp              |
| Royaume de Bavière                        | Moyenne-Franconie | 03 (Ansbach-Schwabach-Heilsbronn) | Adolf Kröber                             |       | DtVP             |
| Royaume de Bavière                        | Moyenne-Franconie | 04 (Eichstätt-Beilngries-Weissembourg) | Franz Schaedler                          |       | ZEN              |
| Royaume de Bavière                        | Moyenne-Franconie | 05 (Dinkelsbühl-Gunzenhausen-Feuchtwangen) | Friedrich Lutz                           |       | DKP              |
| Royaume de Bavière                        | Moyenne-Franconie | 06 (Rothembourg-sur-la-Tauber-Neustadt-sur-l'Aisch) | Leonhard Hilpert                         |       | BB               |
| Royaume de Bavière                        | Basse-Franconie   | 01 (Aschaffenbourg-Alzenau-Obernburg-Miltenberg) | Adam Haus                                |       | ZEN              |
| Royaume de Bavière                        | Basse-Franconie   | 02 (Kitzingen-Gerolzhofen-Ochsenfurt) | Johann Eck                               |       | ZEN              |
| Royaume de Bavière                        | Basse-Franconie   | 03 (Lohr-Karlstadt-Hamelbourg-Marktheidenfeld-Gemünden) | Franz Joseph Keßler                      |       | ZEN              |
| Royaume de Bavière                        | Basse-Franconie   | 04 (Neustadt-sur-la-Saale-Brückenau-Mellrichstadt-Königshofen-Kissingen) | Josef Moritz                             |       | ZEN              |
| Royaume de Bavière                        | Basse-Franconie   | 05 (Schweinfurt-Haßfurt-Ebern) | Franz Burger                             |       | ZEN              |
| Royaume de Bavière                        | Basse-Franconie   | 06 (Wurtzbourg) | Peter Neckermann                         |       | ZEN              |
| Royaume de Bavière                        | Souabe            | 01 (Augsbourg-Wertingen) | Michael Deuringer                        |       | ZEN              |
| Royaume de Bavière                        | Souabe            | 02 (Donauwörth-Nördlingen-Neubourg) | Michael Wildegger                        |       | ZEN              |
| Royaume de Bavière                        | Souabe            | 03 (Dillingen-Guntzbourg-Zusmarshausen) | Martin Zott                              |       | ZEN              |
| Royaume de Bavière                        | Souabe            | 04 (Illertissen-Neu-Ulm-Memmingen-Krumbach) | Magnus Anton Reindl                      |       | ZEN              |
| Royaume de Bavière                        | Souabe            | 05 (Kaufbeuren-Mindelheim-Oberdorf-Füssen) | Ludwig Schöpf                            |       | ZEN              |
| Royaume de Bavière                        | Souabe            | 06 (Immenstadt-Sonthofen-Kempten-en-Allgäu-Lindau) | Alois Schmid                             |       | ZEN              |
| Royaume de Saxe                           |                   | 01 (Zittau) | Louis Heinrich Buddeberg                 |       | FVp              |
| Royaume de Saxe                           |                   | 02 (Löbau) | Hermann Herzog                           |       | FVp              |
| Royaume de Saxe                           |                   | 03 (Bautzen-Kamenz-Bischofswerda) | Heinrich Gräfe                           |       | Antisémite (Ref) |
| Royaume de Saxe                           |                   | 04 (Dresde-rive-droite-Radeberg-Radeburg) | Friedrich Alfred Klemm                   |       | Antisémite (Ref) |
| Royaume de Saxe                           |                   | 05 (Dresde-rive-gauche) | Oswald Zimmermann                        |       | Antisémite (Ref) |
| Royaume de Saxe                           |                   | 06 (Dresde-Campagne-Dippoldiswalde) | Felix Oskar Hänichen                     |       | Antisémite (Ref) |
| Royaume de Saxe                           |                   | 07 (Meissen-Großenhain-Riesa) | Heinrich Lieber                          |       | Antisémite (Ref) |
| Royaume de Saxe                           |                   | 08 (Pirna-Sebnitz) | Carl Friedrich Lotze                     |       | Antisémite (Ref) |
| Royaume de Saxe                           |                   | 09 (Freiberg-Hainichen) | Kurt Merbach                             |       | DRP              |
| Royaume de Saxe                           |                   | 10 (Döbeln-Nossen-Leisnig) | Bernhard Sachsse                         |       | DKP              |
| Royaume de Saxe                           |                   | 11 (Oschatz-Wurzen-Grimma) | Friedrich Wilhelm Hauffe                 |       | DKP              |
| Royaume de Saxe                           |                   | 12 (Leipzig-Ville) | Ernst Hasse                              |       | NLP              |
| Royaume de Saxe                           |                   | 13 (Leipzig-Campagne-Taucha-Markranstädt-Zwenkau) | Friedrich Geyer                          |       | SPD              |
| Royaume de Saxe                           |                   | 14 (Borna-Geithain-Rochlitz) | Arnold Woldemar von Frege-Weltzien       |       | DKP              |
| Royaume de Saxe                           |                   | 15 (Mittweida-Frankenberg-Augustusburg) | Albert Schmidt                           |       | SPD              |
| Royaume de Saxe                           |                   | 16 (Chemnitz) | Max Schippel                             |       | SPD              |
| Royaume de Saxe                           |                   | 17 (Glauchau-Meerane-Hohenstein-Ernstthal) | Ignaz Auer                               |       | SPD              |
| Royaume de Saxe                           |                   | 18 (Zwickau-Crimmitschau-Werdau) | Karl Wilhelm Stolle                      |       | SPD              |
| Royaume de Saxe                           |                   | 19 (Stollberg-Schneeberg) | Julius Seifert                           |       | SPD              |
| Royaume de Saxe                           |                   | 20 (Marienberg-Zschopau) | Gottfried von Herder                     |       | DKP              |
| Royaume de Saxe                           |                   | 21 (Annaberg-Schwarzenberg-Johanngeorgenstadt) | Carl Böhme                               |       | NLP              |
| Royaume de Saxe                           |                   | 22 (Auerbach-Zschopau) | Franz Hofmann                            |       | SPD              |
| Royaume de Saxe                           |                   | 23 (Plauen-Oelsnitz-Klingenthal) | Maximilian von Polenz                    |       | DKP              |
| Royaume de Wurtemberg                     |                   | 01 (Stuttgart) | Gustav Siegle                            |       | NLP              |
| Royaume de Wurtemberg                     |                   | 02 (Cannstatt-Louisbourg-Marbach-Waiblingen) | Ferdinand Schnaidt                       |       | DtVP             |
| Royaume de Wurtemberg                     |                   | 03 (Heilbronn-Besigheim-Brackenheim-Neckarsulm) | Martin Haag                              |       | DtVP             |
| Royaume de Wurtemberg                     |                   | 04 (Böblingen-Vaihingen-Leonberg-Maulbronn) | Friedrich Kercher                        |       | DtVP             |
| Royaume de Wurtemberg                     |                   | 05 (Esslingen-Nürtingen-Kirchheim-Urach) | Georg Ehni                               |       | DtVP             |
| Royaume de Wurtemberg                     |                   | 06 (Reutlingen-Tübingen-Rottenburg) | Friedrich von Payer                      |       | DtVP             |
| Royaume de Wurtemberg                     |                   | 07 (Nagold-Calw-Neuenbürg-Herrenberg) | Wilhelm von Gültlingen                   |       | DRP              |
| Royaume de Wurtemberg                     |                   | 08 (Freudenstadt-Horb-Oberndorf-Sulz) | Julius Oskar Galler                      |       | DtVP             |
| Royaume de Wurtemberg                     |                   | 09 (Balingen-Rottweil-Spaichingen-Tuttlingen) | Conrad Haußmann                          |       | DtVP             |
| Royaume de Wurtemberg                     |                   | 10 (Gmünd-Göppingen-Welzheim-Schorndorf) | Wilhelm Speiser                          |       | DtVP             |
| Royaume de Wurtemberg                     |                   | 11 (Hall-Backnang-Öhringen-Weinsberg) | Friedrich Hartmann                       |       | DtVP             |
| Royaume de Wurtemberg                     |                   | 12 (Gerabronn-Crailsheim-Mergentheim-Künzelsau) | Georg Pflüger                            |       | DtVP             |
| Royaume de Wurtemberg                     |                   | 13 (Aalen-Gaildorf-Neresheim-Ellwangen) | Joseph Wengert                           |       | ZEN              |
| Royaume de Wurtemberg                     |                   | 14 (Ulm-Heidenheim-Geislingen) | Nikolaus Bantleon                        |       | NLP              |
| Royaume de Wurtemberg                     |                   | 15 (Ehingen-Blaubeuren-Laupheim-Münsingen) | Adolf Gröber                             |       | ZEN              |
| Royaume de Wurtemberg                     |                   | 16 (Biberach-Leutkirch-Waldsee-Wangen) | Gebhard Braun                            |       | ZEN              |
| Royaume de Wurtemberg                     |                   | 17 (Ravensbourg-Tettnang-Saulgau-Riedlingen) | Alfred Rembold                           |       | ZEN              |
| Grand-duché de Bade                       |                   | 01 (Constance-Überlingen-Stockach) | Friedrich Hug                            |       | ZEN              |
| Grand-duché de Bade                       |                   | 02 (Donaueschingen-Villingen) | Hermann von Hornstein                    |       | DKP              |
| Grand-duché de Bade                       |                   | 03 (Waldshut-Säckingen-Neustadt-en-Forêt-Noire) | Joseph Schuler                           |       | ZEN              |
| Grand-duché de Bade                       |                   | 04 (Lörrach-Müllheim) | Ernst Blankenhorn                        |       | NLP              |
| Grand-duché de Bade                       |                   | 05 (Fribourg-Emmendingen) | Ludwig Marbe                             |       | ZEN              |
| Grand-duché de Bade                       |                   | 06 (Lahr-Wolfach) | Friedrich Schaettgen                     |       | ZEN              |
| Grand-duché de Bade                       |                   | 07 (Offenbourg-Kehl) | Maximilian Wilhelm Reichert              |       | ZEN              |
| Grand-duché de Bade                       |                   | 08 (Rastatt-Bühl-Baden-Baden) | Franz Xaver Lender                       |       | ZEN              |
| Grand-duché de Bade                       |                   | 09 (Pforzheim-Ettlingen) | Georg Frank                              |       | NLP              |
| Grand-duché de Bade                       |                   | 10 (Karlsruhe-Bruchsal) | Markus Pflüger                           |       | FVp              |
| Grand-duché de Bade                       |                   | 11 (Mannheim) | Ernst Bassermann                         |       | NLP              |
| Grand-duché de Bade                       |                   | 12 (Heidelberg-Mosbach) | Carl Emil Weber                          |       | NLP              |
| Grand-duché de Bade                       |                   | 13 (Bretten-Sinsheim) | Wilhelm von Douglas                      |       | DKP              |
| Grand-duché de Bade                       |                   | 14 (Tauberbischofsheim-Buchen) | Rudolf von Buol-Berenberg                |       | ZEN              |
| Grand-duché de Hesse                      |                   | 01 (Giessen) | Philipp Köhler                           |       | Antisémite (Ref) |
| Grand-duché de Hesse                      |                   | 02 (Friedberg-Büdingen) | Waldemar von Oriola                      |       | NLP              |
| Grand-duché de Hesse                      |                   | 03 (Lauterbach-Alsfeld-Schotten) | Oswald Zimmermann                        |       | Antisémite (Ref) |
| Grand-duché de Hesse                      |                   | 04 (Darmstadt-Groß-Gerau) | Arthur Osann                             |       | NLP              |
| Grand-duché de Hesse                      |                   | 05 (Offenbach-Dieburg) | Carl Ulrich                              |       | SPD              |
| Grand-duché de Hesse                      |                   | 06 (Erbach-Bensheim) | Otto Hirschel                            |       | Antisémite (Ref) |
| Grand-duché de Hesse                      |                   | 07 (Worms-Heppenheim) | Cornelius Wilhelm von Heyl zu Herrnsheim |       | NLP              |
| Grand-duché de Hesse                      |                   | 08 (Bingen-Alzey) | Albert Traeger                           |       | FVp              |
| Grand-duché de Hesse                      |                   | 09 (Mayence-Oppenheim) | Franz Jöst                               |       | SPD              |
| Grand-duché de Mecklembourg-Schwerin      |                   | 01 (Hagenow-Toddin-Bakendorf-Lübtheen-Grevesmühlen -Grevesmühlen-Plüschow-Wittenburg-Walsmühlen-Zarrentin-Wittenburg) | Meno Rettich                             |       | DKP              |
| Grand-duché de Mecklembourg-Schwerin      |                   | 02 (Schwerin-Chevalerie-Schwerin-Domaine-Crivitz-Chevalerie -Crivitz-Domaine-Wismar-Poel-Mecklembourg-Redentin-Gadebusch -Gadebusch-Rehna-Mecklembourg-Sternberg -Warin-Neukloster-Sternberg-Tempzin)                       | Gustav von Viereck                       |       | DKP              |
| Grand-duché de Mecklembourg-Schwerin      |                   | 03 (Boizenburg-Chevalerie-Boizenburg-Domaine-Dobbertin-Dömitz -Goldberg-Grabow-Grabow-Eldena-Lübz-Lübz-Marnitz -Neustadt-en-Mecklembourg-Abbaye-Neustadt-en-Mecklembourg-Chevalerie -Neustadt-en-Mecklembourg-Domaine-Plau) | Hermann Pachnicke                        |       | FVp              |
| Grand-duché de Mecklembourg-Schwerin      |                   | 04 (Gnoien-Dargun-Gnoien-Neukalen-Ivenack-Malchow-Neukalen -Stavenhagen-Chevalerie-Stavenhagen-Domaine-Wredenhagen-Chevalerie -Wredenhagen-Domaine)                                                                         | Wilhelm von Maltzan-Wartenberg           |       | DKP              |
| Grand-duché de Mecklembourg-Schwerin      |                   | 05 (Bützow-Chevalerie-Bützow-Domaine-Bützow-Rühn-Doberan -Ribnitz-Abbaye-Ribnitz-Chevalerie-Ribnitz-Domaine -Toitenwinkel zu Rostock)                                                                                       | Gerhard von Buchka                       |       | DKP              |
| Grand-duché de Mecklembourg-Schwerin      |                   | 06 (Güstrow-Rossewitz-Güstrow-Schwaan-Chevalerie-Schwaan-Domaine) | Wilhelm von Schlieffen                   |       | DKP              |
| Grand-duché de Saxe-Weimar-Eisenach       |                   | 01 (Weimar-Apolda) | Gottfried Kalmring                       |       | DRP              |
| Grand-duché de Saxe-Weimar-Eisenach       |                   | 02 (Eisenach-Dermbach) | Wilhelm Casselmann                       |       | FVp              |
| Grand-duché de Saxe-Weimar-Eisenach       |                   | 03 (Iéna-Neustadt-sur-l'Orla) | Richard Walter                           |       | NLP              |
| Grand-duché de Mecklembourg-Strelitz      |                   | 01 (Neustrelitz, Neubrandenbourg-Schönberg) | Rudolf Nauck                             |       | DKP              |
| Grand-duché d'Oldenbourg                  |                   | 01 (Oldenbourg-Eutin-Birkenfeld) | Ludwig Enneccerus                        |       | NLP              |
| Grand-duché d'Oldenbourg                  |                   | 02 (Jever-Rüstringen-Brake-Westerstede-Varel-Elsfleth-Butjadingen) | Albert Traeger                           |       | FVp              |
| Grand-duché d'Oldenbourg                  |                   | 03 (Vechta-Delmenhorst-Cloppenburg-Wildeshausen-Friesoythe) | Ferdinand Heribert von Galen             |       | ZEN              |
| Duché de Brunswick                        |                   | 01 (Brunswick-Blankenburg) | Wilhelm Blos                             |       | SPD              |
| Duché de Brunswick                        |                   | 02 (Helmstedt-Wolfenbüttel) | Albert Schwerdtfeger                     |       | NLP              |
| Duché de Brunswick                        |                   | 03 (Holzminden-Gandersheim) | Hugo Krüger                              |       | NLP              |
| Duché de Saxe-Meiningen                   |                   | 01 (Meiningen-Hildburghausen) | Hermann Paasche                          |       | NLP              |
| Duché de Saxe-Meiningen                   |                   | 02 (Sonneberg-Saalfeld) | Hermann Paul Reißhaus                    |       | SPD              |
| Duché de Saxe-Altenbourg                  |                   | 01 (Altenbourg-Roda) | Iwan Baumbach                            |       | DRP              |
| Duché de Saxe-Cobourg et Gotha            |                   | 01 (Cobourg) | Hermann Beckh                            |       | FVp              |
| Duché de Saxe-Cobourg et Gotha            |                   | 02 (Gotha) | Wilhelm Bock                             |       | SPD              |
| Duché d'Anhalt                            |                   | 01 (Dessau-Zerbst) | Richard Roesicke                         |       | FVg              |
| Duché d'Anhalt                            |                   | 02 (Bernbourg-Köthen-Ballenstedt) | Robert Friedberg                         |       | NLP              |
| Principauté de Schwarzbourg-Rudolstadt    |                   | 01 (Königsee-Frankenhausen) | Friedrich Lüttich                        |       | FVg              |
| Principauté de Schwarzbourg-Sondershausen |                   | 01 (Sondershausen-Arnstadt-Gehren-Ebeleben) | Theodor Pieschel                         |       | NLP              |
| Principauté de Waldeck-Pyrmont            |                   | 01 (Eider-Twiste-Eisenberg-Pyrmont) | Friedrich Boettcher                      |       | NLP              |
| Principauté de Reuss branche aînée        |                   | 01 (Greiz-Burgk) | Karl Hermann Förster                     |       | SPD              |
| Principauté Reuss branche cadette         |                   | 01 (Gera-Schleiz) | Emanuel Wurm                             |       | SPD              |
| Principauté de Schaumbourg-Lippe          |                   | 01 (Bückeburg-Stadthagen) | Georg Langerfeldt                        |       | FVg              |
| Principauté de Lippe                      |                   | 01 (Blomberg-Brake-Detmold-Lipperode-Cappel-Schötmar) | August Riekehof-Böhmer                   |       | DKP              |
| Lübeck                                    |                   | 01 (Lübeck) | Heinrich Görtz                           |       | FVg              |
| Brême                                     |                   | 01 (Brême-Bremerhaven) | Hermann Frese                            |       | FVg              |
| Hambourg                                  |                   | 01 (Neustadt-Sankt Pauli) | August Bebel                             |       | SPD              |
| Hambourg                                  |                   | 02 (Altstadt-Saint-Georges-Hammerbrook) | Johann Heinrich Wilhelm Dietz            |       | SPD              |
| Hambourg                                  |                   | 03 (Hambourg-Campagne-Landherrenschaften) | Wilhelm Metzger                          |       | SPD              |
| Alsace-Lorraine                           |                   | 01 (Altkirch-Thann) | Landelin Winterer                        |       | Catholique       |
| Alsace-Lorraine                           |                   | 02 (Mulhouse) | Fernand Bueb                             |       | SPD              |
| Alsace-Lorraine                           |                   | 03 (Colmar) | Jacques Preiss                           |       | Catholique       |
| Alsace-Lorraine                           |                   | 04 (Guebwiller) | Joseph Guerber                           |       | Catholique       |
| Alsace-Lorraine                           |                   | 05 (Ribeauvillé) | Jacob Ignatius Simonis                   |       | Catholique       |
| Alsace-Lorraine                           |                   | 06 (Sélestat) | Otto Pöhlmann                            |       | DKP              |
| Alsace-Lorraine                           |                   | 07 (Molsheim-Erstein) | Hugo Zorn von Bulach                     |       | DKP              |
| Alsace-Lorraine                           |                   | 08 (Strasbourg-Ville) | August Bebel                             |       | SPD              |
| Alsace-Lorraine                           |                   | 09 (Strasbourg-Campagne) | August Bostetter                         |       | NLP              |
| Alsace-Lorraine                           |                   | 10 (Hagenau-Wissembourg) | Alexandre de Hohenlohe-Schillingsfürst   |       | DKP              |
| Alsace-Lorraine                           |                   | 11 (Saverne) | Jean Hoeffel                             |       | DRP              |
| Alsace-Lorraine                           |                   | 12 (Sarreguemines-Forbach) | Jean Marie Pierre Colbus                 |       | Catholique       |
| Alsace-Lorraine                           |                   | 13 (Boulay-Thionville-Est-Thionville-Ouest) | Julius Joseph Neumann                    |       | Catholique       |
| Alsace-Lorraine                           |                   | 14 (Metz-Ville-Metz-Campagne) | Marie Bernhard Haas                      |       | Catholique       |
| Alsace-Lorraine                           |                   | 15 (Sarrebourg-Château-Salins) | Pierre Küchly                            |       | Catholique       |